# Транссибірський експрес (фільм)
«Транссибірський експрес» (в оригіналі Transsiberian) —  фільм-трилер 2008 року режисера Бреда Андерсона. Спільний проект Британії, Німеччини, Іспанії, Литви і США.

## Сюжет
Американська пара Рой і Джессі їдуть поїздом з Пекіна в Москву по дорозі додому з християнської місії в Китаї. Поїзд йде через Транссибирську магістраль. Такий маршрут вони вибрали заради отримання нових вражень. Під час поїздки вони познайомились з іншою сімейною парою, яка займається менш богоугодними справами.
Транссибірська магістраль, старовинні паровози, закинуті церкви, сходження поїзда з рейсів, безчинства міліції - все це ви знайдете у фільмі.

## Зйомки фільму
Зйомки фільму відбувалися у Вільнюсі і Пекіні.

## Відгуки кінокритиків
Тодд Маккарті відмічав, що фільм є сучасною, привабливою мелодрамою. Фільму також присвячені огляди:
- Jacobson, Harlan (19 січ 2008). «Sundance screening spotlight: 'Transsiberian' [Архівовано 1 вересня 2009 у Wayback Machine.]». USA Today. Перевірено 23 січ 2008.
- Honeycutt, Kirk (21 січ 2008). '«Transsiberian» a thrill ride [Архівовано 12 січня 2009 у Wayback Machine.]'. Reuters. Перевірено 23 січ 2008.